# Inre Karten
Inre Karten är ett skär i Åland (Finland). Det ligger i Skärgårdshavet och i kommunen Kökar i landskapet Åland, i den sydvästra delen av landet. Ön ligger omkring 64 kilometer öster om Mariehamn och omkring 220 kilometer väster om Helsingfors.
Öns area är 0,5 hektar och dess största längd är 120 meter i nord-sydlig riktning. Trakten är glest befolkad. Närmaste större samhälle är Kökar, 8,2 km nordväst om Inre Karten.